# Mike Fink Keel Boats

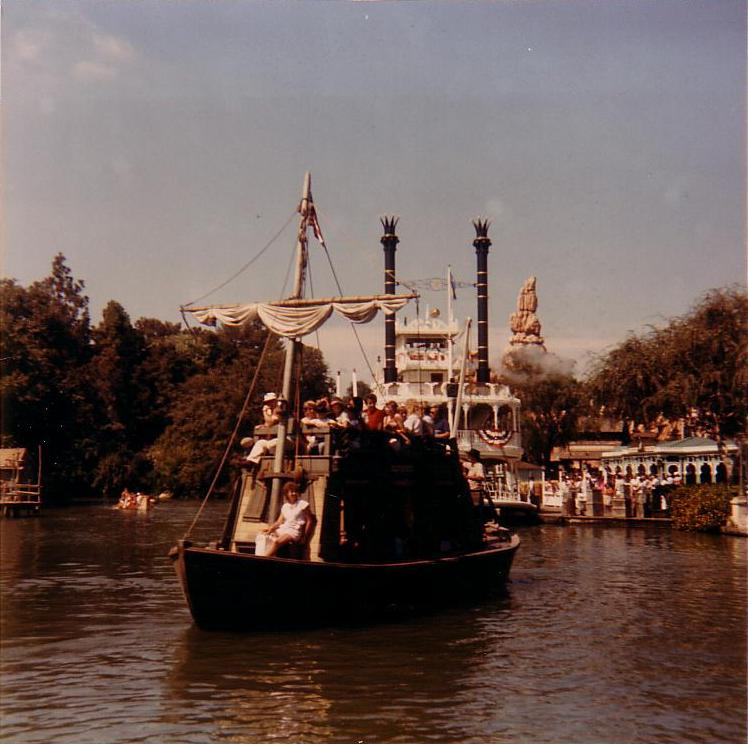
Mike Fink Keel Boat à Disneyland en 1985.

Mike Fink Keel Boats et River Rogue Keelboats étaient des attractions des parcs à thèmes Disney consistant en plusieurs embarcations naviguant sur les Rivers of the Far West de Frontierland. Les embarcations étaient constituées de bois et pouvaient contenir environ 30 personnes.
Les versions nommées Mike Fink Keel Boats à Disneyland (Californie) et au Magic Kingdom (Floride) ont été fermées en 1997. La version du Parc Disneyland (Paris) avait lui fermée en 2002, cependant une brève remise en service a eu lieu entre 2007 et 2009.

## L'attraction

### Disneyland
Les deux bateaux en bois Bertha Mae et Gullywhumper sont ceux utilisés dans l'épisode Davy vainqueur des rapides (Davy Crockett's Keelboat Race, 16 novembre 1955) de la série Davy Crockett, dans lequel Davy Crockett (à bord du Bertha Mae) fait une course contre Mike Fink (à bord du Gullywhumper), pour vendre en premier ses fourrures à La Nouvelle-Orléans.
- Ouverture :
  - Initiale : 25 décembre 1955[2]
  - Réouverture : 30 mars 1996[2]
- Fermeture :
  - Première : 1994[2]
  - Seconde : 17 mai 1997
- Nombre de bateaux: 2
- Noms des bateaux : Bertha Mae et Gullywhumper
- Capacité : environ 30 personnes
- Tickets requis : C
- Type d'attraction : croisière

### Magic Kingdom
- Ouverture : 1er octobre 1971 (avec le parc)[2]
- Fermeture : 1997
- Nombre de bateaux: 2
- Noms des bateaux : Bertha Mae et Gullywhumper
- Capacité : environ 30 personnes
- Tickets requis : B
- Type d'attraction : croisière

### Parc Disneyland

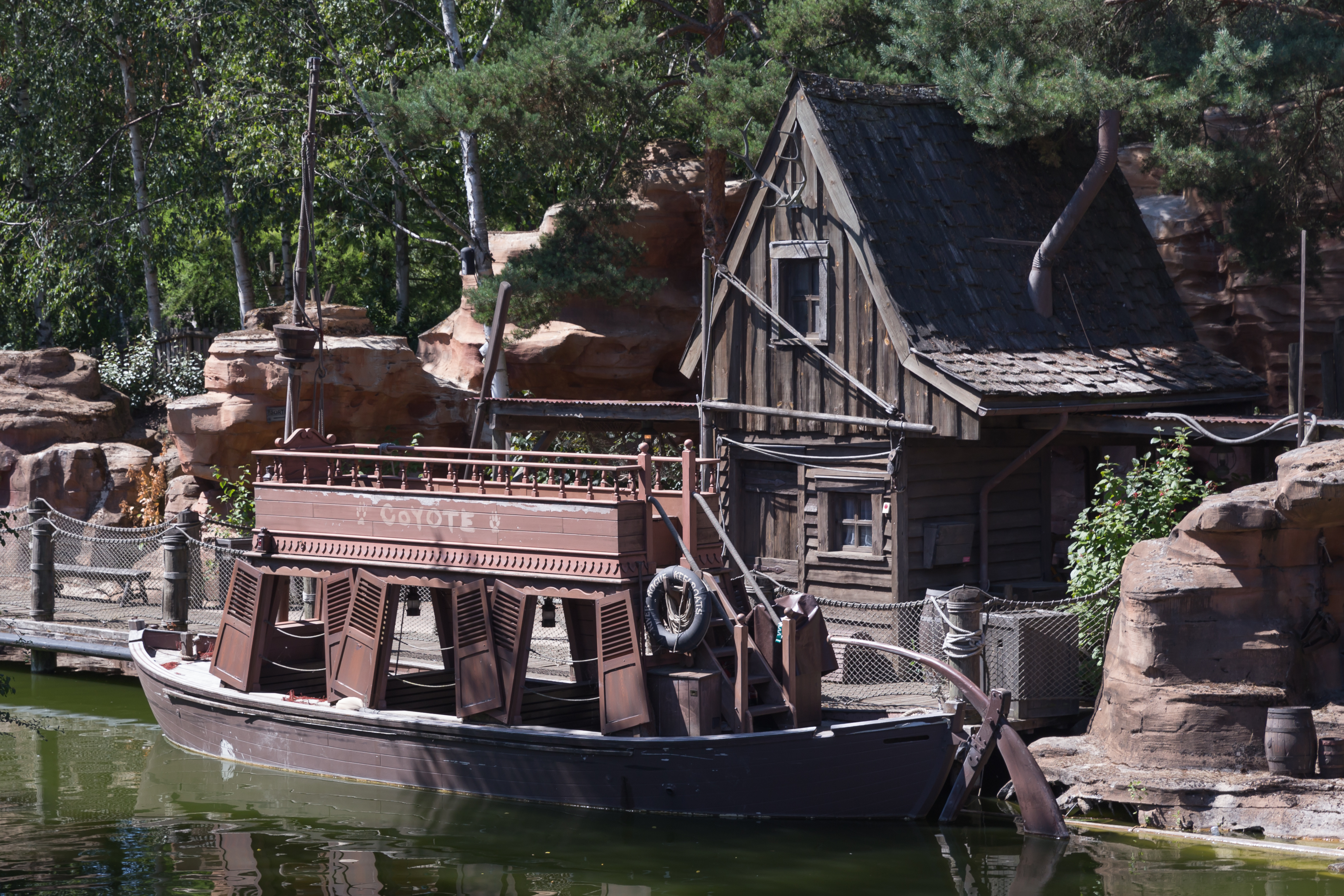
Coyote à quai

L'embarquement se faisait depuis Smugler's Cove, situé juste à côté d'une zone transformée en 1996 en Pocahontas Indian Village.
- Ouverture : 1992 à 2002, 2007 à 2009
- Fermeture : 2002 à 2007, 2009
- Nombre de bateaux: 2
- Noms des bateaux : Raccoon et Coyote
- Capacité : environ 30 personnes
- Type d'attraction : croisière
- Situation : 48° 52′ 14″ N, 2° 46′ 28″ E